# Plecoptera mesostriga
Plecoptera mesostriga là một loài bướm đêm trong họ Erebidae.